# Battaglia di Makin
La battaglia di Makin è stato uno scontro combattuto sull'atollo di Makin nell'ambito della campagna intrapresa dagli Stati Uniti per mettere in sicurezza l'arcipelago delle Gilbert durante la guerra del Pacifico. La battaglia si svolse tra il 20 novembre e il 24 novembre 1943 e si concluse con la vittoria statunitense.

## Genesi
I giapponesi avevano occupato l'atollo di Makin il 10 dicembre 1941, appena tre giorni dopo l'attacco di Pearl Harbor, sbarcando 300 soldati che non si imbatterono in nessuna resistenza. Una prima azione offensiva intrapresa dagli statunitensi in questo settore avvenne nella seconda metà del 1942. Si trattò di un'operazione il cui scopo era quello di saggiare le capacità difensive giapponesi e comprendere meglio la capacità belliche e tattica dell'avversario. Il raid venne attuato tra il 17 e il 18 agosto, quando due sommergibili americani sbarcarono due compagnie del II battaglione Raiders per un totale di 211 uomini: essi avevano il compito supplementare di provocare le massime distruzioni possibili.
L'azione fu un successo: gli statunitensi, al prezzo di 30 uomini, uccisero oltre ottanta soldati giapponesi, devastarono la stazione radio, distrussero due aerei, incendiarono depositi di munizioni e carburante. Inoltre, il sommergibile USS Nautilus danneggiò a colpi di cannone due navi nipponiche all'ancora. Questa azione comunque trascurabile allarmò i comandi locali dell'esercito imperiale, spingendoli a rinforzare le guarnigioni di tutte le Gilbert e di avviare massicci lavori di fortificazione, compreso Makin.

## I preparativi
Gli statunitensi avevano preparato il piano per l'occupazione delle isole Marshall, protettorato giapponese dalla fine della prima guerra mondiale, fin dal giugno del 1943: prevedeva un attacco diretto al cuore del dispositivo difensivo nipponico. Tuttavia, un'azione di questo tipo avrebbe richiesto unno sforzo eccessivo, che in quel periodo gli Stati Uniti, ancora impegnati nella produzione e distribuzione di nuovo materiale bellico, non potevano permettersi. Gli ammiragli Chester Nimitz ed Ernest King decisero quindi di attaccare le Marshall in un secondo tempo, passando per le isole Ellice e Gilbert. Queste ultime erano a 300 chilometri a sud delle Marshall e giacevano nel raggio d'azione dei bombardieri B-24, assicurando così un rapido ed efficace supporto aereo.
Dal 20 luglio 1943 venne elaborato un piano che prevedeva la conquista degli atolli di Tarawa ed Abemama. L'operazione venne chiamata in codice "Galvanic". L'assalto anfibio su Makin doveva essere condotto dalla 27ª Divisione fanteria della New York National Guard, al comando dal generale Ralph C. Smith dal novembre 1942. Nei piani originari la divisione avrebbe dovuto attaccare l'isola di Nauru, che però, essendo ben difesa e di grandi dimensioni, avrebbe comportato una pericolosa dispersione dell'appoggio navale ed aereo: di conseguenza, si impose un cambio di obiettivo, e la divisione fu dirottata verso Makin.

## Le forze in campo

### Stati Uniti
La principale unità americana incaricata dello sbarco, la 27ª Divisione fanteria, si articolava sul 165º Reggimento fanteria rinforzato dal 3º Battaglione fanteria, proveniente dal 105º Reggimento, mentre il supporto sarebbe stato fornito dal 105º Battaglione d'artiglieria campale e dal 193º Battaglione corazzato. Per garantire un forte appoggio navale, fu schierata la Task Force 52, comandata dal viceammiraglio Richmond Turner. La forza da sbarco era composta dai trasporti da assalto USS Neville, USS Leonard Wood, USS Calvert e USS Pierce; dalla nave da assalto anfibio USS Alcyone, dalla Dock landing ship USS Belle Grove e da tre LST. La copertura aerea fu affidata ai B-24 basati nelle Ellice, oltre che ai gruppi imbarcati delle portaerei di scorta USS Liscome Bay (nave ammiraglia), USS Coral Sea e USS Corregidor: i principali apparecchi in dotazione erano caccia Grumman FM-1, bombardieri in picchiata Douglas SBD e aerosiluranti Grumman TBF Avenger.

### Impero giapponese
Le forze nipponiche erano decisamente inferiori per numero e mezzi. Sull'isola di Butaritari, la principale dell'atollo, al comando del colonnello Seizo Ishikawa erano di stanza:
- un distaccamento della 3ª Forza da base speciale di 284 uomini;
- la 111ª Unità costruzioni di 138 uomini;
- un distaccamento del 4ª Dipartimento costruzioni della marina composto da 276 uomini;
- personale del campo d'aviazione per un totale di 100 uomini.

Tali forze erano composte per lo più da operai coreani o giapponesi esclusi dal servizio militare per motivi d'età o salute; inoltre la preparazione ricevuta dagli addetti all'aeroporto fu molto superficiale. Il colonnello Ishikawa disponeva dunque di 798 uomini tra soldati, lavoratori coreani e personale tecnico: in tutto gli uomini bene addestrati erano circa 300; erano inoltre presenti tre carri armati leggeri Type 95 Ha-Go.
Le difese dell'isola erano concentrate sulle rive della laguna, nella porzione centrale dell'isola, vicino all'aeroporto. Consistevano in due linee anticarro, una a ovest e l'altra a est dello specchio d'acqua. La prima si estendeva dalla laguna per due terzi della strada dell'isola, era dotata di un cannone anticarro posto un bunker di calcestruzzo, sei postazioni per mitragliatrici e 50 postazioni per i fanti: l'apparato si snodava dietro una barriera di tronchi e un fossato largo 4 metri e profondo 4,60 metri. La barriera ad est, il cui fossato era largo 4,3 metri e profonda 1,80, iniziava dalla laguna e attraversava per due terzi l'isola: alle estremità erano stati piazzate due armi anticarro; frontalmente era protetta da una doppia linea di filo spinato, mentre le postazioni di artiglieria e di fucilieri formavano un'intricata sistemazione difensiva. Il litorale della laguna stessa era stata attrezzato con tre cannoni da 80 mm, adoperabili contro navi e aerei, e alcune mitragliatrici. Le restanti difese costiere, prevalentemente concentrate nelle porzioni di spiaggia all'interno della zona fortificata, erano costituite da tre ulteriori pezzi da 80 mm, un obice da 70 mm, tre pezzi anticarro da 37 mm, dieci nidi di mitragliatrice e 85 postazioni per fucilieri.

## La battaglia

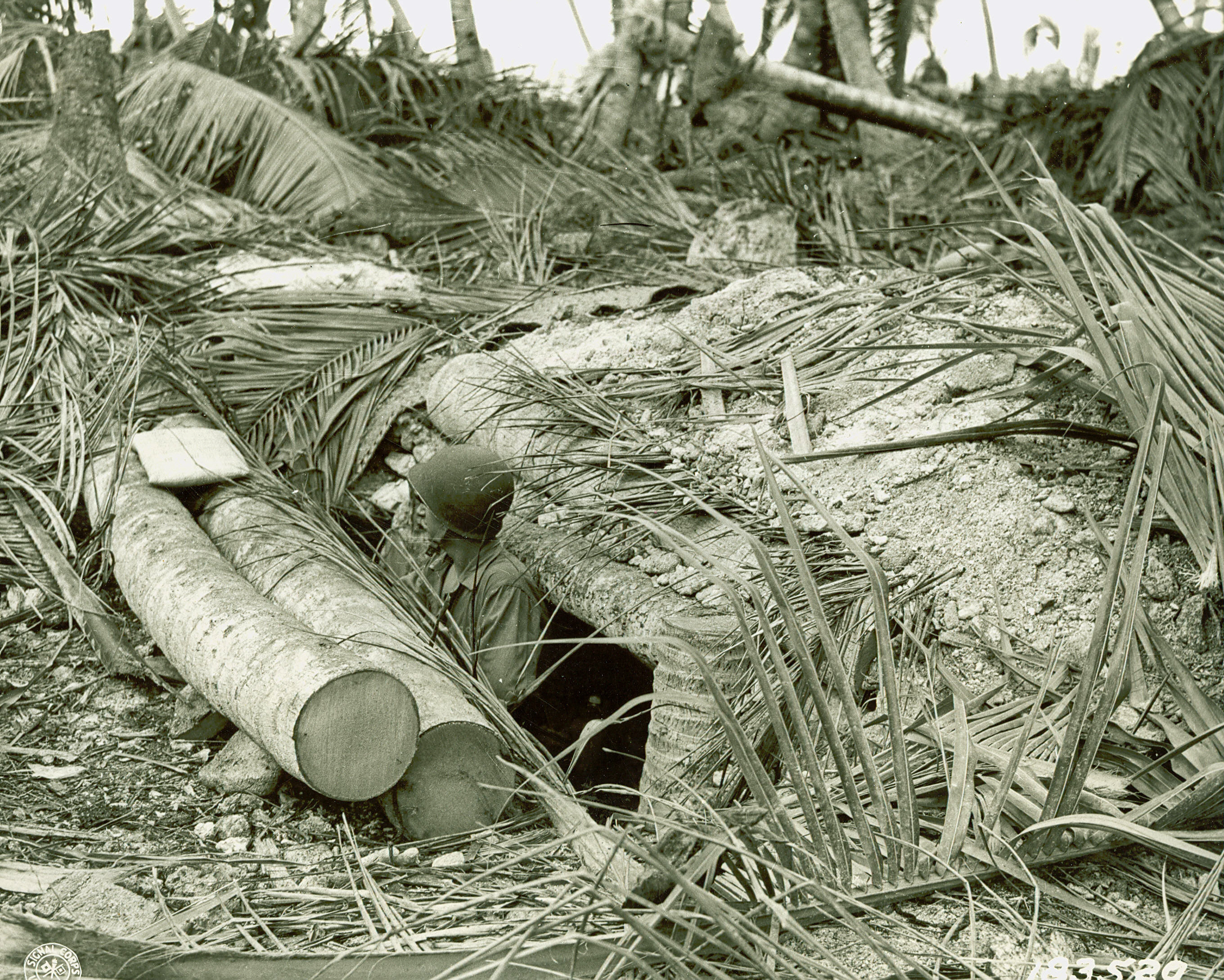
Una delle postazioni giapponesi espugnata il primo giorno di combattimenti

L'operazione iniziò il 13 novembre con un bombardamento condotto dai B-24 provenienti dalla base di Ellice, coadiuvato poco dopo dalle incursioni dei gruppi imbarcati delle portaerei della Task Force 52. Le artiglierie navali (in particolare dell'incrociatore pesante USS Minneapolis, con i suoi cannoni da 203 mm) contribuirono a colpire e devastare le difese giapponesi. Dopo la preparazione d'artiglieria, le truppe presero terra alle 8:30 del 20 novembre. Come previsto dal piano, lo sbarco avvenne su due spiagge, chiamate in codice Red (rosso) e Yellow (giallo). I primi sbarchi sulla spiaggia Red non incontrarono difficoltà e i soldati si mossero rapidamente verso l'interno, imbattendosi sporadicamente in alcuni cecchini giapponesi. I maggiori problemi furono dati dal terreno, sconvolto dal tiro dei grossi calibri e dalle bombe aeree e che quindi ostacolava i rifornimenti o l'avanzata dei carri armati: infatti un M3 Stuart, caduto in un cratere, bloccò il passaggio di tutta la colonna motorizzata.
Le forze da sbarco sulla spiaggia Yellow, invece, furono contrastati da un fuoco di armi leggere proveniente dalla laguna. L'avvicinamento alle spiagge fu più difficoltoso del previsto a causa dell'insufficiente profondità dell'acqua a dispetto dell'alta marea: i mezzi da sbarco si arenarono e gli statunitensi dovettero abbandonarli per raggiungere a piedi la terraferma, distante 230 metri, con tutto l'equipaggiamento; vi furono tre morti. Tutto il piano si basava sull'ipotesi che i giapponesi avrebbero tentato di contrastare lo sbarco direttamente sulle spiagge. Invece, i soldati nipponici concentrarono la loro difesa sulle linee predisposte all'interno dell'isola, rinunciando a difendere la costa. Gli americani furono quindi costretti a conquistare i fortini giapponesi uno per uno: l'azione comportò notevoli difficoltà, dovute soprattutto al tiro incrociato sviluppato dalle postazioni nipponiche che ostacolò i loro movimenti e rese ostico l'impiego di armi pesanti. Il pomeriggio del 20 novembre, il colonnello Convoy, comandante del 165º Reggimento, rimase ucciso dal fuoco di una mitragliatrice.
I combattimenti si protrassero con violenza per due giorni: la mattina del 23 novembre il generale Smith comunicò la conquista dell'isola.

## Epilogo
La completa occupazione di Makin richiese quattro giorni. Gran parte degli ostacoli in cui gli statunitensi si imbatterono furono dovuti alla difficoltà nel coordinare sbarchi contemporanei su due spiagge separate, all'ignoranza in merito all'effettiva disposizione delle difese giapponesi e, infine, all'incapacità di prevedere e poi adattarsi alle efficaci tattiche difensive "in profondità" attuate dalle forze armate nipponiche.
La guarnigione imperiale fu praticamente annientata, mentre gli Stati Uniti ebbero 66 morti e 152 feriti. Il bilancio dell'operazione fu aggravato sensibilmente dalle perdite della marina: infatti, la portaerei Liscome Bay venne silurata dal sommergibile I-175, e nel naufragio perirono 644 uomini. Altri 43 marinai persero la vita nell'incendio di una torre della nave da battaglia USS Mississippi e ulteriori 10 morirono durante gli sbarchi. Complessivamente, la marina perse 697 uomini, che sommati ai 66 dell'US Army portano un totale di 763 uccisi.